# Flughafen Rørvik, Ryum

i7
i11
i13
Der Flughafen Rørvik, Ryum (norwegisch Rørvik lufthavn, Ryum, IATA-Code: RVK, ICAO-Code: ENRM) ist ein mittelnorwegischer Flughafen.
Er befindet sich an der Atlantikküste in der Provinz Trøndelag auf dem Gebiet der Kommune Nærøysund, rund sieben Kilometer südwestlich der Ortschaft Rørvik.
Betreiber des Flughafens ist das norwegische Staatsunternehmen Avinor.
Der Flughafen wird nur von der norwegischen Regionalfluggesellschaft Widerøe angeflogen (Stand Dezember 2017). Direkte Linienflugverbindungen gibt es nach Oslo, Namsos und Trondheim.